# Solidify
Solidify je třetí studiové album americké groove metalové kapely Grip Inc. vydané v únoru 1999 hudebním nakladatelstvím Steamhammer (sublabel SPV GmbH). Bylo nahráno ve studiu Woodhouse Studios v německém Hagenu.
Jasona Viebrookse, který odešel po předchozím albu Nemesis, nahradil ve hře na baskytaru Stuart Caruthers, kterého kytaristovi Waldemaru Sorychtovi doporučil Devin Townsend.
Název Solidify navrhl zpěvák Gus Chambers a znamená pevnost, soudržnost. Odkazuje na překonání různých nelehkých situací, kterými si kapela prošla v minulosti (problémy s manažerem skupiny a s baskytaristou J. Viebrooksem).
V roce 2008 Steamhammer vydalo reedici (box set) nazvanou 2 Originals of Grip Inc. (Solidify + Incorporated), která zároveň s touto deskou obsahovala i album Incorporated.

## Seznam skladeb
1. "Isolation" – 3:38
2. "Amped" – 4:20
3. "Lockdown" – 4:03
4. "Griefless" – 6:03
5. "Foresight" – 3:50
6. "Human?" – 4:49
7. "Vindicate" – 4:20
8. "Stresscase" – 2:58
9. "Challenge" – 3:14
10. "Verräter (Betrayer)"  – 4:11
11. "Bug Juice" (instrumentální) – 5:16

## Sestava
- Gus Chambers – vokály
- Waldemar Sorychta – kytara, klávesy
- Dave Lombardo – bicí
- Stuart Caruthers – baskytara